# Clarence Todd (tenis)
Clarence Todd (1892–1973) fue un tenista australiano. Agricultor de profesión, nació en Trundle, en la zona rural de Nueva Gales del Sur, en 1892. Todd era un buen voleador y siempre trataba de llegar a la red lo antes posible en los intercambios. Todd llegó a las semifinales del Campeonato Australasiano de 1915 (perdiendo ante Horace Rice). También ganó el título de dobles masculinos con Rice. De 1916 a 1917, Todd sirvió durante la Primera Guerra Mundial y resultó gravemente herido en la pierna al avanzar contra el fuego de ametralladoras en la batalla de Messines. Perdió su primer partido en el Campeonato Australasiano de 1919 ante Allan North. En 1921, Todd perdió en la segunda ronda del Campeonato de los EE. UU. ante Willis Davis. Jugó en la Copa Davis en 1921. Más tarde se trasladó a Queensland.

## Finales de Grand Slam

### Dobles: 1 título
| Resultado | Año  | Campeonato           | Superficie | Compañero   | Oponentes                 | Marcador           |
| --------- | ---- | -------------------- | ---------- | ----------- | ------------------------- | ------------------ |
| Victoria  | 1915 | Abierto de Australia | Césped     | Horace Rice | Gordon Lowe Bert St. John | 8–6, 6–4, 7–9, 6–3 |